# Škrbina, Komen
Škrbina este o localitate din comuna Komen, Slovenia, cu o populație de 147 de locuitori.